# Комсомольське (Кабардино-Балкарія)
Комсомольське (рос. Комсомольское) — село у Прохладненському районі Кабардино-Балкарії Російської Федерації.
Орган місцевого самоврядування — сільське поселення Янтарне. Населення становить 597 осіб.

## Історія
Згідно із законом від 27 лютого 2005 року органом місцевого самоврядування є сільське поселення Янтарне.

## Населення
| 1970 | 1989 | 2002 | 2010 |
| ---- | ---- | ---- | ---- |
| 383  | ↗458 | ↗489 | ↗697 |